# Восканян Тарон Генрихович
Тарон Генрихович Восканян (вірм. Տարոն Հենրիկի Ոսկանյան, нар. 22 лютого 1993, Єреван, Вірменія) — вірменський футболіст, центральний захисник «Алашкерта» та національної збірної Вірменії.

## Ігрова кар'єра

### Клубна
Тарон Восканян є вихованцем футбольної академії столичного «Пюніка», де він пройшов шлях від юнацьких команд до професійного рівня. Першу гру в основі Восканян провів у квітні 2011 року. За час виступів у складі «Пюніка» футболіст виграва всі національні турніри.
У 2016 році Восканян відправився на Кіпр. Там він грав у командах вищого дивізіона «Карміотісса» та «Неа Саламіна». Провівши по одному сезону в кожній команді, у 2018 році футболіст повернувся до Вірменії. Де приєднався до єреванського «Алашкерта».

### Збірна
З 2012 року Тарон Восканян виступав у складі молодіжної збірної Вірменії. У тому ж році, 14 листопада, відбувся дебют футболіста у національній збірній Вірменії.

## Титули
Пюнік
 Чемпіон Вірменії: 2011
 Переможець Кубка Вірменії (2): 2012/13, 2013/14
 Переможець Суперкубка Вірменії: 2011
Алашкерт
 Чемпіон Вірменії (2): 2017/18, 2020/21
 Переможець Кубка Вірменії: 2018/19
 Переможець Суперкубка Вірменії: 2021